# Bandeira da província de Chaco
A Bandeira de Chaco é um dos símbolos oficiais da Província de Chaco, uma subdivisão da Argentina. Seu uso foi aprovado em 19 de setembro de 2007, durante a gestão do então governador Roy Nikisch, com a aprovação de um júri designado para o caso. A bandeira substituiu uma anterior utilizada durante os anos de 1990, que quase não foi usada.

## Descrição
Seu desenho consiste em um retângulo de proporção largura-comprimento de 2:3 dividido em três faixas verticais de mesma espessura. As cores das faixas são, respctivamente, a partir da esquerda (lado do mastro) verde, branca e azul.
Na faixa branca estão presente três elementos:
1. O primeiro é um Sol de Maio igual ao encontrado na Bandeira da Argentina na parte superior. O sol possui 32 raios intercalando-se raios retos com ondulados;
2. Um círculo formado por 25 estrelas na cor ouro ordenadas de forma que uma das pontas fique voltada perpendicularmente para fora do círculo. o centro do círculo está a 2/3 da largura total a margem superior 1/3 da inferior e 0,08 das margens esquerda e direita;
3. Dentro do círculo está o terceiro elemento, um arado na cor marrom nas medidas entre los 0,18 unidades de altura por 0,38 unidades de largura.

## Simbolismo
Os motivos da bandeira se fundamentam basicamente na junção da cor verde do "Montes chaqueños" com as cores azul celeste e branco e o sol da bandeira argentina. As 25 estrelas representam cada um dos departamentos que integram a província, sendo que cada um brilha com luz própria coma as mesmas dimensões sem proeminência de uma sobre as outras. o arado é um símbolo do departamento, que possui economia basicamente agrícola.

## Bandeira 1995-2007
A primeira bandeira de Chaco foi oficializada como bandeira provincial através de decreto em 2 de fevereiro de 1995. Seu complexo e multicolorido desenho foi criado pelo gráfico Jorge Esquivel, que foi o vencedor de um concurso artístico, no entanto, a crítica em relação á bandeira foi bastante adversa chegando a imprensa local defini-la como "no es un símbolo sino un cuadro" (não é um símbolo, mas um quadro).  A população majoritariamente não se sentiu representada pela bandeira, que contudo, continuou vigente, porém quase sem ser exibida.

## referencias
- Nueva Bandera del Chaco